# Amédée Achard
Amédée Achard (Marsiglia, 19 aprile 1814 – Parigi, 25 marzo 1875) è stato un romanziere e drammaturgo francese.
Scrisse romanzi di vita borghese e di cappa e spada, memorie di viaggio e cronache storiche.
Dopo un breve soggiorno vicino ad Algeri, dove diresse una fattoria, poi a Tolosa al gabinetto del Prefetto, Amédée Achard fu giornalista a Marsiglia al «Sémaphore» per il quale scrisse numerosi articoli e cronache.
Arrivato a Parigi, scrisse per il «Vert-Vert», poi all'«Entracte», allo «Charivari» e infine per il giornale «Époque». Achard scrisse moltissimo per sé e perfino per i suoi colleghi giornalisti privi d'ispirazione.
Collaborò in seguito al giornale satirico «Le Pamphlet». Provocò a duello un tale chiamato Fiorentino che l'aveva diffamato. Durante il duello, fu gravemente ferito.
Ancora convalescente, partì per l'Italia insieme all'esercito francese come cronista di guerra per il «Journal des débats».
Achard scrisse tantissimo. Oltre alla sua abbondantissima attività di giornalista, ebbe il tempo di scrivere una trentina di testi teatrali e una quarantina di romanzi. Le sue opere narrative sono, in tutto, all'incirca una novantina; la sua attività letteraria cominciò con 'Une arabesque (1840) e si concluse con La toison d'or (1875).
Amédée Achard è noto per i suoi romanzi di cappa e spada. Gli viene attribuita a torto la paternità di questa definizione (in realtà Ponson du Terrail l'aveva usata un po' prima di lui), ma la realizzazione del romanzo eponimo (La cape et l'épée) nel 1875 lo ha reso uno dei padri del genere. Alexandre Dumas stesso era fra i suoi estimatori.
Oltre a questi romanzi d'azione, Achard scrisse anche molti romanzi popolari di costume, oggi considerati romanzi all'acqua di rose.

## Opere
Romanziuna quarantina tra i quali
- Belle-Rose 1847
- Les Petits-fils de Lovelace 1854
- La Robe de Nessus 1855
- Maurice de Treuil 1857
- Le Clos Pommier 1858
- La Sabotière 1859
- Les Misères d'un millionnaire 1861
- Histoire d'un homme 1863
- Les Coups d'épée de M. de La Guerche 1863; ristampa: Phébus, 1991
- Envers et contre tous 1874 (la suite du précédent) Ristampa: Phébus, 1991
- Mme de Sarens 1865
- La Chasse à l'idéal 1867
- Marcelle 1868
- La Cape et l'Épée 1875
- La Toison d'or 1875, séguito del precedente

Racconti di viaggio
- Montebello, Magenta, Marignan. Lettres d'Italie. (1859). Lettere indirizzate al «Journal des débats» di Parigi per il quale era corrispondente durante la campagna d'Italia.

Teatro
- Una trentina di testi